# Nyodes ochroargyra
Nyodes ochroargyra là một loài bướm đêm trong họ Noctuidae.